# Бендеровка
Бендеровка — посёлок в Аркадакском районе Саратовской области России.
Входит в состав Львовского сельского поселения.

## География
Расположен в 36 км от районного центра г. Аркадак.
Ближайшее поселение — посёлок Чапушка.

## Население
| 2010 |
| ---- |
| 7    |

## Уличная сеть
В поселке одна улица: ул. Садовая.

## История
На 1911 год хутор Бендеровский входит в Балашовский уезд, Ивановская 1-я волость. Согласно "Списку населенных мест Саратовской губернии по сведениям на 1911 год", число дворов - 9, жителей мужского пола - 61, женского пола -37, всего – 98. Земли куплены у Крестьянского Поземельного банка. Заселены великороссами и малороссами из Борисоглебского уезда Тамбовской губернии.
До 30 сентября 1958 года посёлок входил в состав Салтыковского района Саратовской области